# RadioAstron
RadioAstron (auch Spektr-R genannt) ist ein ehemaliges Weltraumteleskop für interferometrische Beobachtungen im Radiobereich. Der Start erfolgte am 18. Juli 2011.

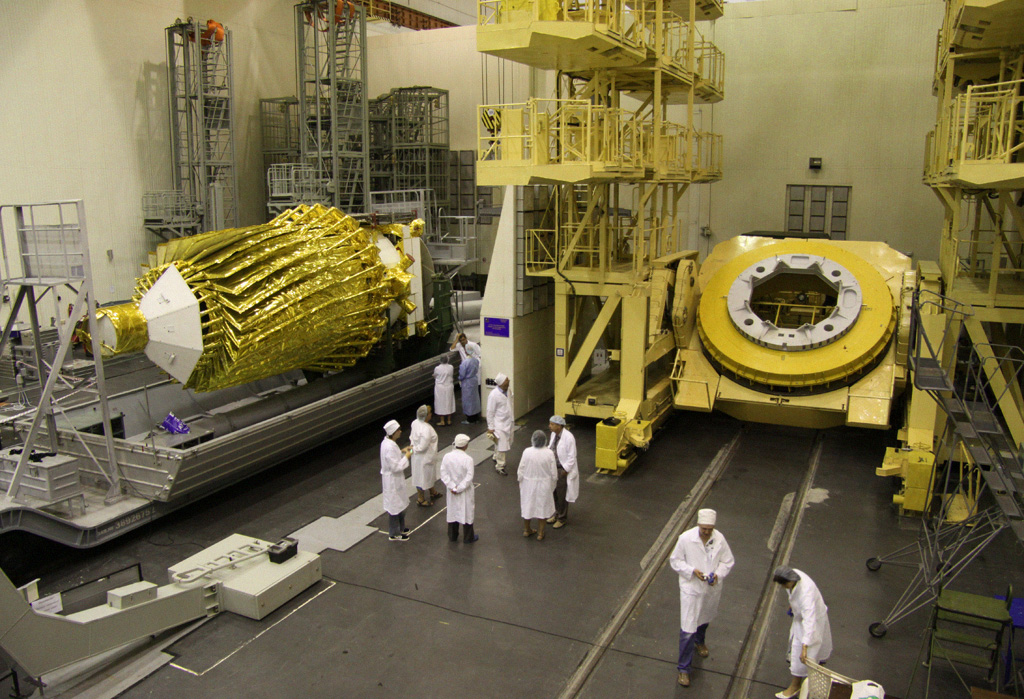
Montage des Satelliten

Mit RadioAstron wurde ein Radioteleskop mit 10 m Reflektordurchmesser auf eine exzentrische Erdumlaufbahn mit 9,5 Tagen Umlaufzeit und größter Erdentfernung von etwa 350.000 km gebracht. In Zusammenarbeit mit erdgebundenen Teleskopen wurden nach dem Verfahren der VLBI (Radiointerferometrie) höchstaufgelöste Beobachtungen in vier Bereichen zwischen 1,35 und 92 cm Wellenlänge durchgeführt. Im Bereich um 1,35 cm  Wellenlänge (Frequenzen von 18 bis 25 GHz) soll so eine Auflösung von 7 Mikrobogensekunden erreicht werden. Es wurde mit RadioAstron als Bestandteil eines Radioteleskoparrays (12 terrestrische Teleskope waren beteiligt) bei der Kartierung der aktiven Galaxie OJ 287 eine Auflösung von 12 Mikrobogensekunden erreicht – die höchste je in der Astronomie erreichte Winkelauflösung.
RadioAstron ist ein internationales Projekt unter Federführung des Moskauer Astrokosmischen Zentrums am Lebedew-Institut für Physik der russischen Akademie der Wissenschaften. Mehr als 20 Länder sind daran beteiligt.
Die Auslegungsbetriebsdauer betrug 5 Jahre, es wurde jedoch, wie bei derartigen Instrumenten üblich, auch darüber hinaus weiter betrieben. Im Januar 2019 fiel die Kommunikation mit dem Teleskop aus. Nach erfolglosen Versuchen, den Kontakt wiederherzustellen, wurde die Mission am 30. Mai 2019 für beendet erklärt.
Am 8. Mai 2020 explodierte ein Tank der Fregat-Oberstufe der Rakete, die das Teleskop in seinen Orbit befördert hatte. Dabei entstanden mindestens 325 Weltraummüllfragmente in Umlaufbahnen zwischen 100 und 6000 Kilometern Höhe.